# Tempelsynagogan, Kraków
Tempelsynagogan (polska: Synagoga Tempel) är en synagoga i Kraków i Polen. Synagogan uppfördes åren 1860–1862 av Ignacy Heroks, och är i dag kulturminnesmärkt.